# Speiseria ambigua
Speiseria ambigua är en tvåvingeart som beskrevs av Kessel 1925. Speiseria ambigua ingår i släktet Speiseria och familjen lusflugor. Inga underarter finns listade i Catalogue of Life.